# Benjamin Höppner
Benjamin Höppner (* 1974 in Salisbury, Rhodesien, heute Harare, Simbabwe) ist ein deutscher Schauspieler.

## Leben
Benjamin Höppner wuchs in Brüssel und Hamburg auf. Seine Schauspielausbildung absolvierte er von 1997 bis 2000 an der Schauspielschule Bochum der Folkwang Universität der Künste. In der Spielzeit 1999/00 gastierte er am Schauspielhaus Bochum als Benedict in Viel Lärm um nichts in einer Inszenierung von Leander Haußmann.
Von 2000 bis 2005 war er fest am Schauspiel Hannover engagiert. In den Folgejahren gastierte er bis 2009 dort weiterhin regelmäßig. Am Staatstheater Hannover arbeitete er u. a. mit den Regisseuren/Regisseurinnen Michael Talke, Igor Bauersima, Axel Dürkop, Elias Perrig, Sandra Strunz, Christina Paulhofer, Robert Schuster, Sebastian Nübling, Luk Perceval, Lukas Langhoff, Anselm Weber, Peter Kastenmüller und Christoph Frick zusammen.
Zu seinen Bühnenrollen am Schauspiel Hannover gehörten u. a. Beaumarchais (Clavigo), Trileckej in Platonow, Lopachin (Der Kirschgarten), Wlas (Sommergäste von Maxim Gorki), Max (Zur schönen Aussicht), der Merkl Franz (Kasimir und Karoline) und der Franz Biberkopf.
Im Sommer 2000 gastierte er bei den Schweriner Schloßfestspielen als Porthos in Die drei Musketiere. Bei den Salzburger Festspielen spielte er 2003 in Johann Kresniks Ibsen-Inszenierung den jungen Peer Gynt. Gastengagements hatte er auch am Thalia Theater Hamburg, am Schauspiel Frankfurt und am Theater Freiburg.
Von 2009 bis 2013 gehörte er dem Schauspielensemble des Staatsschauspiels Dresden an. In Wolfgang Engels Inszenierung von Bulgakows Der Meister und Margarita (Premiere: Spielzeit 2011/12) verkörperte Höppner die Rollen „Der Meister“/„Levi Matthäus“. In Dresden spielte er u. a. in Inszenierungen von Jan Gehler, Julia Hölscher, Franz Wittenbrink, Jan Neumann, Andreas Kriegenburg und Stefan Bachmann. In der Spielzeit 2012/13 war er am Staatsschauspiel Dresden der „brutale“, korrupte Polizeipräsident Tiger Brown in Friederike Hellers Neuinszenierung von Brecht/Weills Die Dreigroschenoper.
Seit der Spielzeit 2013/14 ist er festes Ensemblemitglied am Schauspiel Köln. Zu seinen Hauptrollen gehörten u. a. Alceste in Der Menschenfeind (2014–2017, Regie: Moritz Sostmann), Graf Guiche in Cyrano de Bergerac (Premiere Spielzeit 2016/17, Regie: Simon Solberg), Ben in Tod eines Handlungsreisenden (Premiere Spielzeit 2017/18, Regie: Rafael Sanchez) und Escalus/Bruder Lorenzo in Romeo und Julia (Premiere Spielzeit 2017/18, Regie: Pınar Karabulut).
Ab 2009 hinaus war Höppner vermehrt in Film- und Fernsehrollen zu sehen. Für das Kino drehte er mit Agnieszka Holland, Christian Alvart und Isabel Prahl. Er wirkte in Haupt- und Nebenrollen in zahlreichen TV-Serien mit. Eine durchgehende Serienrolle hatte er in der RTL-Krimiserie Die Draufgänger. In der 10. Staffel der ZDF-Serie SOKO Wismar (2013) übernahm er eine dramatische Episodenhauptrolle als tatverdächtiger, jähzorniger Taxiunternehmer Sascha Weinert. In der Sketch-Comedy-Serie Rabenmütter (2016–2017) hatte er, an der Seite von Milena Dreißig (Ulrike), eine durchgehende Nebenrolle als ihr Ehemann. Im Fernsehdreiteiler Die wunderbaren Jahre, der im März 2020 auf Das Erste ausgestrahlt wurde, spielte er Dr. Roters, den Rechtsanwalt der Unternehmerfamilie Wulf.
Höppner ist Gründer des Musik-Comedy-Trios Nordkvark, mit dem er 2010 den Prix Pantheon gewann. Er lebt in Köln.

## Filmografie (Auswahl)
- 2009: Unser Charly: In den Sternen (Fernsehserie, eine Folge)
- 2010–2012: Die Draufgänger (Fernsehserie)
- 2011: Der Turm (Theateraufzeichnung, Staatsschauspiel Dresden)
- 2011: In Darkness (Kinofilm)
- 2013: SOKO Wismar: Sprachlos (Fernsehserie, eine Folge)
- 2013: Die Pfefferkörner: Das Geheimnis der Currywurst (Fernsehserie, eine Folge)
- 2014: SOKO Leipzig: Kontrollverlust (Fernsehserie, eine Folge)
- 2014: Großstadtrevier: Die kleine Polizistin (Fernsehserie, eine Folge)
- 2015: Halbe Brüder (Kinofilm)
- 2015: SOKO Köln: Das letzte Versprechen (Fernsehserie, eine Folge)
- 2016: Wilsberg: Tod im Supermarkt (Fernsehreihe)
- 2016: Lindenstraße (Fernsehserie, zwei Folgen)
- 2016–2017: Rabenmütter (Fernsehserie)
- 2016–2018: Der Lehrer (Fernsehserie)
- 2017: Alarm für Cobra 11 – Die Autobahnpolizei: Preis der Freundschaft (Fernsehserie, eine Folge)
- 2017: 1000 Arten Regen zu beschreiben (Kinofilm)
- 2018: Nachtschicht – Es lebe der Tod
- 2020: Rentnercops: Jeder Tag zählt!: Fossi (Fernsehserie, eine Folge)
- 2020: Bad Banks (Fernsehserie)
- 2020: Die wunderbaren Jahre (Fernsehfilm)
- 2021: Tilo Neumann und das Universum (Fernsehserie)
- 2022: Marie Brand: Marie Brand und der überwundene Tod (Fernsehreihe)
- 2023: In aller Freundschaft – Die jungen Ärzte: Aufbruch (Fernsehserie, eine Folge)
- 2024: Ivo
- 2024: Zeit Verbrechen (Miniserie, Folge Der Panther)
- 2024: Tatort: Diesmal ist es anders (Fernsehreihe)